# Boucles de la Mayenne 2023
La 48.ª edición de la competición ciclista Boucles de la Mayenne fue una carrera de ciclismo en ruta por etapas que se celebró entre el 25 y el 28 de mayo de 2023 en Francia con inicio en la ciudad de Saint-Pierre-des-Landes y final en la ciudad de Laval, sobre una distancia total de 537,6 kilómetros.
La carrera formó parte del del UCI ProSeries 2023, calendario ciclístico mundial de segunda división, dentro de la categoría UCI 2.Pro y fue ganada por el español Oier Lazkano del Movistar. Completaron el podio, como segundo y tercer clasificado respectivamente, los franceses Arnaud Démare del Groupama-FDJ y Axel Zingle del Cofidis.

## Equipos participantes
Tomaron parte en la carrera 21 equipos: 6 de categoría UCI WorldTeam invitados por la organización, 11 de categoría UCI ProTeam y 4 de categoría Continental. Formaron así un pelotón de 122 ciclistas de los que acabaron 112. Los equipos participantes fueron:
| WorldTeams (6)- AG2R Citroën Team - Cofidis - Groupama-FDJ - Movistar Team - Arkéa-Samsic - UAE Team Emirates ProTeams (11)- Bingoal WB - Burgos-BH - Caja Rural-Seguros RGA - Equipo Kern Pharma - Human Powered Health - Lotto Dstny - Q36.5 Pro Cycling Team - Team Flanders-Baloise - TotalEnergies - Tudor Pro Cycling Team - Uno-X Pro Cycling Team Equipos continentales (4)- CIC U Nantes Atlantique - Van Rysel-Roubaix Lille Métropole - Nice Métropole Côte d'Azur - Saint Michel-Mavic-Auber 93 |
| |

## Recorrido
La Boucles de la Mayenne dispuso de 3 etapas dividido y un prólogo, para un recorrido total de 537,6 kilómetros.
| Etapa     | Fecha     | Recorrido                                    | type                    | Distancia (km) | Desnivel (m) | Ganador         | Líder        |
| --------- | --------- | -------------------------------------------- | ----------------------- | -------------- | ------------ | --------------- | ------------ |
| Prólogo   | 25 de may | Laval – Laval                                | contrarreloj individual | 4,1            | 51 m         | Ivo Oliveira    | Ivo Oliveira |
| 1.ª etapa | 26 de may | Saint-Mars-sur-Colmont – Lassay-les-Châteaux | etapa escarpada         | 185,2          | 2414 m       | Oier Lazkano    | Oier Lazkano |
| 2.ª etapa | 27 de may | Saint-Berthevin – Meslay-du-Maine            | etapa llana             | 181,3          | 1165 m       | Arnaud Démare   | Oier Lazkano |
| 3.ª etapa | 28 de may | Montsûrs – Laval                             | etapa escarpada         | 167            | 1906 m       | Arvid de Kleijn | Oier Lazkano |

## Desarrollo de la carrera

### Prólogo
| Laval - Laval | contrarreloj individual | (4,1 km) |

| \| Clasificación de la etapa \| Clasificación de la etapa \| Clasificación de la etapa \| Clasificación de la etapa \| Clasificación de la etapa \| \| Ciclista \| Ciclista \| Equipo \| Tiempo \| \| \| ------------------------- \| ------------------------- \| ------------------------- \| ------------------------- \| ------------------------- \| \| 1.º \| Ivo Oliveira \| UAE Team Emirates \| 5 min 17 s \| \| \| 2.º \| Axel Zingle \| Cofidis \| + 2 s \| \| \| 3.º \| Benoît Cosnefroy \| AG2R Citroën Team \| + 3 s \| \| \| 4.º \| Mathias Norsgaard \| Movistar Team \| + 4 s \| \| \| 5.º \| Maikel Zijlaard \| Tudor Pro Cycling Team \| + 6 s \| \| \| 6.º \| Arnaud Démare \| Groupama-FDJ \| + 6 s \| \| \| 7.º \| Lorenzo Germani \| Groupama-FDJ \| + 6 s \| \| \| 8.º \| Tom Bohli \| Tudor Pro Cycling Team \| + 7 s \| \| \| 9.º \| Ewen Costiou \| Arkéa-Samsic \| + 7 s \| \| \| 10.º \| Dries Van Gestel \| TotalEnergies \| + 7 s \| \| |                   |                        |            |
| |                   |                        |            |
| Fuente: ProCyclingStats |                   |                        |            |
| Clasificación de la etapa |                   |                        |            |
| Ciclista | Ciclista          | Equipo                 | Tiempo     |
| 1.º | Ivo Oliveira      | UAE Team Emirates      | 5 min 17 s |
| 2.º | Axel Zingle       | Cofidis                | + 2 s      |
| 3.º | Benoît Cosnefroy  | AG2R Citroën Team      | + 3 s      |
| 4.º | Mathias Norsgaard | Movistar Team          | + 4 s      |
| 5.º | Maikel Zijlaard   | Tudor Pro Cycling Team | + 6 s      |
| 6.º | Arnaud Démare     | Groupama-FDJ           | + 6 s      |
| 7.º | Lorenzo Germani   | Groupama-FDJ           | + 6 s      |
| 8.º | Tom Bohli         | Tudor Pro Cycling Team | + 7 s      |
| 9.º | Ewen Costiou      | Arkéa-Samsic           | + 7 s      |
| 10.º | Dries Van Gestel  | TotalEnergies          | + 7 s      |

| \| Clasificación general \| Clasificación general \| Clasificación general \| Clasificación general \| Clasificación general \| \| Ciclista \| Ciclista \| Equipo \| Tiempo \| \| \| --------------------- \| --------------------- \| ---------------------- \| --------------------- \| --------------------- \| \| 1.º \| Ivo Oliveira \| UAE Team Emirates \| 5 min 17 s \| \| \| 2.º \| Axel Zingle \| Cofidis \| + 2 s \| \| \| 3.º \| Benoît Cosnefroy \| AG2R Citroën Team \| + 3 s \| \| \| 4.º \| Mathias Norsgaard \| Movistar Team \| + 4 s \| \| \| 5.º \| Maikel Zijlaard \| Tudor Pro Cycling Team \| + 6 s \| \| \| 6.º \| Arnaud Démare \| Groupama-FDJ \| + 6 s \| \| \| 7.º \| Lorenzo Germani \| Groupama-FDJ \| + 6 s \| \| \| 8.º \| Tom Bohli \| Tudor Pro Cycling Team \| + 7 s \| \| \| 9.º \| Ewen Costiou \| Arkéa-Samsic \| + 7 s \| \| \| 10.º \| Dries Van Gestel \| TotalEnergies \| + 7 s \| \| |                   |                        |            |
| |                   |                        |            |
| Fuente: ProCyclingStats |                   |                        |            |
| Clasificación general |                   |                        |            |
| Ciclista | Ciclista          | Equipo                 | Tiempo     |
| 1.º | Ivo Oliveira      | UAE Team Emirates      | 5 min 17 s |
| 2.º | Axel Zingle       | Cofidis                | + 2 s      |
| 3.º | Benoît Cosnefroy  | AG2R Citroën Team      | + 3 s      |
| 4.º | Mathias Norsgaard | Movistar Team          | + 4 s      |
| 5.º | Maikel Zijlaard   | Tudor Pro Cycling Team | + 6 s      |
| 6.º | Arnaud Démare     | Groupama-FDJ           | + 6 s      |
| 7.º | Lorenzo Germani   | Groupama-FDJ           | + 6 s      |
| 8.º | Tom Bohli         | Tudor Pro Cycling Team | + 7 s      |
| 9.º | Ewen Costiou      | Arkéa-Samsic           | + 7 s      |
| 10.º | Dries Van Gestel  | TotalEnergies          | + 7 s      |

### 1.ª etapa
| Saint-Mars-sur-Colmont - Lassay-les-Châteaux | etapa escarpada | (185,2 km) |

| \| Clasificación de la etapa \| Clasificación de la etapa \| Clasificación de la etapa \| Clasificación de la etapa \| Clasificación de la etapa \| \| Ciclista \| Ciclista \| Equipo \| Tiempo \| \| \| ------------------------- \| ------------------------- \| --------------------------------- \| ------------------------- \| ------------------------- \| \| 1.º \| Oier Lazkano \| Movistar Team \| 4 h 33 min 37 s \| \| \| 2.º \| Célestin Guillon \| Van Rysel-Roubaix Lille Métropole \| + 31 s \| \| \| 3.º \| Jacob Hindsgaul Madsen \| Uno-X Pro Cycling Team \| + 32 s \| \| \| 4.º \| Arnaud Démare \| Groupama-FDJ \| + 41 s \| \| \| 5.º \| Sandy Dujardin \| TotalEnergies \| + 41 s \| \| \| 6.º \| Axel Zingle \| Cofidis \| + 41 s \| \| \| 7.º \| Milan Menten \| Lotto Dstny \| + 41 s \| \| \| 8.º \| Clément Venturini \| AG2R Citroën Team \| + 41 s \| \| \| 9.º \| Jon Barrenetxea \| Caja Rural-Seguros RGA \| + 41 s \| \| \| 10.º \| Manuel Peñalver \| Burgos-BH \| + 41 s \| \| |                        |                                   |                 |
| |                        |                                   |                 |
| Fuente: ProCyclingStats |                        |                                   |                 |
| Clasificación de la etapa |                        |                                   |                 |
| Ciclista | Ciclista               | Equipo                            | Tiempo          |
| 1.º | Oier Lazkano           | Movistar Team                     | 4 h 33 min 37 s |
| 2.º | Célestin Guillon       | Van Rysel-Roubaix Lille Métropole | + 31 s          |
| 3.º | Jacob Hindsgaul Madsen | Uno-X Pro Cycling Team            | + 32 s          |
| 4.º | Arnaud Démare          | Groupama-FDJ                      | + 41 s          |
| 5.º | Sandy Dujardin         | TotalEnergies                     | + 41 s          |
| 6.º | Axel Zingle            | Cofidis                           | + 41 s          |
| 7.º | Milan Menten           | Lotto Dstny                       | + 41 s          |
| 8.º | Clément Venturini      | AG2R Citroën Team                 | + 41 s          |
| 9.º | Jon Barrenetxea        | Caja Rural-Seguros RGA            | + 41 s          |
| 10.º | Manuel Peñalver        | Burgos-BH                         | + 41 s          |

| \| Clasificación general \| Clasificación general \| Clasificación general \| Clasificación general \| Clasificación general \| \| Ciclista \| Ciclista \| Equipo \| Tiempo \| \| \| --------------------- \| ---------------------- \| --------------------------------- \| --------------------- \| --------------------- \| \| 1.º \| Oier Lazkano \| Movistar Team \| 4 h 34 min 23 s \| \| \| 2.º \| Ivo Oliveira \| UAE Team Emirates \| + 42 s \| \| \| 3.º \| Jacob Hindsgaul Madsen \| Uno-X Pro Cycling Team \| + 44 s \| \| \| 4.º \| Axel Zingle \| Cofidis \| + 44 s \| \| \| 5.º \| Benoît Cosnefroy \| AG2R Citroën Team \| + 45 s \| \| \| 6.º \| Célestin Guillon \| Van Rysel-Roubaix Lille Métropole \| + 48 s \| \| \| 7.º \| Arnaud Démare \| Groupama-FDJ \| + 48 s \| \| \| 8.º \| Ewen Costiou \| Arkéa-Samsic \| + 49 s \| \| \| 9.º \| Dries Van Gestel \| TotalEnergies \| + 49 s \| \| \| 10.º \| Sandy Dujardin \| TotalEnergies \| + 50 s \| \| |                        |                                   |                 |
| |                        |                                   |                 |
| Fuente: ProCyclingStats |                        |                                   |                 |
| Clasificación general |                        |                                   |                 |
| Ciclista | Ciclista               | Equipo                            | Tiempo          |
| 1.º | Oier Lazkano           | Movistar Team                     | 4 h 34 min 23 s |
| 2.º | Ivo Oliveira           | UAE Team Emirates                 | + 42 s          |
| 3.º | Jacob Hindsgaul Madsen | Uno-X Pro Cycling Team            | + 44 s          |
| 4.º | Axel Zingle            | Cofidis                           | + 44 s          |
| 5.º | Benoît Cosnefroy       | AG2R Citroën Team                 | + 45 s          |
| 6.º | Célestin Guillon       | Van Rysel-Roubaix Lille Métropole | + 48 s          |
| 7.º | Arnaud Démare          | Groupama-FDJ                      | + 48 s          |
| 8.º | Ewen Costiou           | Arkéa-Samsic                      | + 49 s          |
| 9.º | Dries Van Gestel       | TotalEnergies                     | + 49 s          |
| 10.º | Sandy Dujardin         | TotalEnergies                     | + 50 s          |

### 2.ª etapa
| Saint-Berthevin - Meslay-du-Maine | etapa llana | (181,3 km) |

| \| Clasificación de la etapa \| Clasificación de la etapa \| Clasificación de la etapa \| Clasificación de la etapa \| Clasificación de la etapa \| \| Ciclista \| Ciclista \| Equipo \| Tiempo \| \| \| ------------------------- \| ------------------------- \| ------------------------- \| ------------------------- \| ------------------------- \| \| 1.º \| Arnaud Démare \| Groupama-FDJ \| 4 h 05 min 42 s \| \| \| 2.º \| Milan Menten \| Lotto Dstny \| + 0 s \| \| \| 3.º \| Arvid de Kleijn \| Tudor Pro Cycling Team \| + 0 s \| \| \| 4.º \| Tord Gudmestad \| Uno-X Pro Cycling Team \| + 0 s \| \| \| 5.º \| Matteo Malucelli \| Bingoal WB \| + 0 s \| \| \| 6.º \| Jason Tesson \| TotalEnergies \| + 0 s \| \| \| 7.º \| Axel Zingle \| Cofidis \| + 0 s \| \| \| 8.º \| Dries Van Gestel \| TotalEnergies \| + 0 s \| \| \| 9.º \| Manuel Peñalver \| Burgos-BH \| + 0 s \| \| \| 10.º \| Clément Venturini \| AG2R Citroën Team \| + 0 s \| \| |                   |                        |                 |
| |                   |                        |                 |
| Fuente: ProCyclingStats |                   |                        |                 |
| Clasificación de la etapa |                   |                        |                 |
| Ciclista | Ciclista          | Equipo                 | Tiempo          |
| 1.º | Arnaud Démare     | Groupama-FDJ           | 4 h 05 min 42 s |
| 2.º | Milan Menten      | Lotto Dstny            | + 0 s           |
| 3.º | Arvid de Kleijn   | Tudor Pro Cycling Team | + 0 s           |
| 4.º | Tord Gudmestad    | Uno-X Pro Cycling Team | + 0 s           |
| 5.º | Matteo Malucelli  | Bingoal WB             | + 0 s           |
| 6.º | Jason Tesson      | TotalEnergies          | + 0 s           |
| 7.º | Axel Zingle       | Cofidis                | + 0 s           |
| 8.º | Dries Van Gestel  | TotalEnergies          | + 0 s           |
| 9.º | Manuel Peñalver   | Burgos-BH              | + 0 s           |
| 10.º | Clément Venturini | AG2R Citroën Team      | + 0 s           |

| \| Clasificación general \| Clasificación general \| Clasificación general \| Clasificación general \| Clasificación general \| \| Ciclista \| Ciclista \| Equipo \| Tiempo \| \| \| --------------------- \| ---------------------- \| --------------------------------- \| --------------------- \| --------------------- \| \| 1.º \| Oier Lazkano \| Movistar Team \| 8 h 40 min 05 s \| \| \| 2.º \| Arnaud Démare \| Groupama-FDJ \| + 38 s \| \| \| 3.º \| Ivo Oliveira \| UAE Team Emirates \| + 40 s \| \| \| 4.º \| Axel Zingle \| Cofidis \| + 41 s \| \| \| 5.º \| Milan Menten \| Lotto Dstny \| + 43 s \| \| \| 6.º \| Jacob Hindsgaul Madsen \| Uno-X Pro Cycling Team \| + 43 s \| \| \| 7.º \| Sandy Dujardin \| TotalEnergies \| + 45 s \| \| \| 8.º \| Benoît Cosnefroy \| AG2R Citroën Team \| + 45 s \| \| \| 9.º \| Célestin Guillon \| Van Rysel-Roubaix Lille Métropole \| + 48 s \| \| \| 10.º \| Ewen Costiou \| Arkéa-Samsic \| + 49 s \| \| |                        |                                   |                 |
| |                        |                                   |                 |
| Fuente: ProCyclingStats |                        |                                   |                 |
| Clasificación general |                        |                                   |                 |
| Ciclista | Ciclista               | Equipo                            | Tiempo          |
| 1.º | Oier Lazkano           | Movistar Team                     | 8 h 40 min 05 s |
| 2.º | Arnaud Démare          | Groupama-FDJ                      | + 38 s          |
| 3.º | Ivo Oliveira           | UAE Team Emirates                 | + 40 s          |
| 4.º | Axel Zingle            | Cofidis                           | + 41 s          |
| 5.º | Milan Menten           | Lotto Dstny                       | + 43 s          |
| 6.º | Jacob Hindsgaul Madsen | Uno-X Pro Cycling Team            | + 43 s          |
| 7.º | Sandy Dujardin         | TotalEnergies                     | + 45 s          |
| 8.º | Benoît Cosnefroy       | AG2R Citroën Team                 | + 45 s          |
| 9.º | Célestin Guillon       | Van Rysel-Roubaix Lille Métropole | + 48 s          |
| 10.º | Ewen Costiou           | Arkéa-Samsic                      | + 49 s          |

### 3.ª etapa
| Montsûrs - Laval | etapa escarpada | (167 km) |

| \| Clasificación de la etapa \| Clasificación de la etapa \| Clasificación de la etapa \| Clasificación de la etapa \| Clasificación de la etapa \| \| Ciclista \| Ciclista \| Equipo \| Tiempo \| \| \| ------------------------- \| ------------------------- \| ------------------------- \| ------------------------- \| ------------------------- \| \| 1.º \| Arvid de Kleijn \| Tudor Pro Cycling Team \| 3 h 55 min 22 s \| \| \| 2.º \| Arnaud Démare \| Groupama-FDJ \| + 0 s \| \| \| 3.º \| Axel Zingle \| Cofidis \| + 0 s \| \| \| 4.º \| Stian Fredheim \| Uno-X Pro Cycling Team \| + 0 s \| \| \| 5.º \| Milan Menten \| Lotto Dstny \| + 0 s \| \| \| 6.º \| Gonzalo Serrano Rodríguez \| Movistar Team \| + 0 s \| \| \| 7.º \| Nicolò Parisini \| Q36.5 Pro Cycling Team \| + 0 s \| \| \| 8.º \| Manuel Peñalver \| Burgos-BH \| + 0 s \| \| \| 9.º \| Pierre Gautherat \| AG2R Citroën Team \| + 0 s \| \| \| 10.º \| Matteo Malucelli \| Bingoal WB \| + 0 s \| \| |                           |                        |                 |
| |                           |                        |                 |
| Fuente: ProCyclingStats |                           |                        |                 |
| Clasificación de la etapa |                           |                        |                 |
| Ciclista | Ciclista                  | Equipo                 | Tiempo          |
| 1.º | Arvid de Kleijn           | Tudor Pro Cycling Team | 3 h 55 min 22 s |
| 2.º | Arnaud Démare             | Groupama-FDJ           | + 0 s           |
| 3.º | Axel Zingle               | Cofidis                | + 0 s           |
| 4.º | Stian Fredheim            | Uno-X Pro Cycling Team | + 0 s           |
| 5.º | Milan Menten              | Lotto Dstny            | + 0 s           |
| 6.º | Gonzalo Serrano Rodríguez | Movistar Team          | + 0 s           |
| 7.º | Nicolò Parisini           | Q36.5 Pro Cycling Team | + 0 s           |
| 8.º | Manuel Peñalver           | Burgos-BH              | + 0 s           |
| 9.º | Pierre Gautherat          | AG2R Citroën Team      | + 0 s           |
| 10.º | Matteo Malucelli          | Bingoal WB             | + 0 s           |

## Clasificaciones finales
- Las clasificaciones finalizaron de la siguiente forma:[5]

### Clasificación general
| \| Clasificación general \| Clasificación general \| Clasificación general \| Clasificación general \| Clasificación general \| \| Ciclista \| Ciclista \| Equipo \| Tiempo \| \| \| --------------------- \| ---------------------- \| ---------------------- \| --------------------- \| --------------------- \| \| 1.º \| Oier Lazkano \| Movistar Team \| 12 h 35 min 30 s \| \| \| 2.º \| Arnaud Démare \| Groupama-FDJ \| + 29 s \| \| \| 3.º \| Axel Zingle \| Cofidis \| + 33 s \| \| \| 4.º \| Ivo Oliveira \| UAE Team Emirates \| + 38 s \| \| \| 5.º \| Milan Menten \| Lotto Dstny \| + 40 s \| \| \| 6.º \| Jacob Hindsgaul Madsen \| Uno-X Pro Cycling Team \| + 43 s \| \| \| 7.º \| Sandy Dujardin \| TotalEnergies \| + 45 s \| \| \| 8.º \| Benoît Cosnefroy \| AG2R Citroën Team \| + 45 s \| \| \| 9.º \| Mathias Norsgaard \| Movistar Team \| + 46 s \| \| \| 10.º \| Clément Venturini \| AG2R Citroën Team \| + 47 s \| \| |                        |                        |                  |
| |                        |                        |                  |
| Fuente: ProCyclingStats |                        |                        |                  |
| Clasificación general |                        |                        |                  |
| Ciclista | Ciclista               | Equipo                 | Tiempo           |
| 1.º | Oier Lazkano           | Movistar Team          | 12 h 35 min 30 s |
| 2.º | Arnaud Démare          | Groupama-FDJ           | + 29 s           |
| 3.º | Axel Zingle            | Cofidis                | + 33 s           |
| 4.º | Ivo Oliveira           | UAE Team Emirates      | + 38 s           |
| 5.º | Milan Menten           | Lotto Dstny            | + 40 s           |
| 6.º | Jacob Hindsgaul Madsen | Uno-X Pro Cycling Team | + 43 s           |
| 7.º | Sandy Dujardin         | TotalEnergies          | + 45 s           |
| 8.º | Benoît Cosnefroy       | AG2R Citroën Team      | + 45 s           |
| 9.º | Mathias Norsgaard      | Movistar Team          | + 46 s           |
| 10.º | Clément Venturini      | AG2R Citroën Team      | + 47 s           |

### Clasificación de la montaña
| Clasificación de la montaña | Clasificación de la montaña | Clasificación de la montaña       | Clasificación de la montaña | Clasificación de la montaña |
| Ciclista                    | Ciclista                    | Equipo                            | Puntos                      |                             |
| --------------------------- | --------------------------- | --------------------------------- | --------------------------- | --------------------------- |
| 1.º                         | Jacob Hindsgaul Madsen      | Uno-X Pro Cycling Team            | 45 pts                      |                             |
| 2.º                         | Marco Tizza                 | Bingoal WB                        | 26 pts                      |                             |
| 3.º                         | Flavien Maurelet            | Saint Michel-Mavic-Auber 93       | 16 pts                      |                             |
| 4.º                         | Célestin Guillon            | Van Rysel-Roubaix Lille Métropole | 15 pts                      |                             |
| 5.º                         | Maximilien Juillard         | Van Rysel-Roubaix Lille Métropole | 9 pts                       |                             |
| 6.º                         | Maël Guégan                 | CIC U Nantes Atlantique           | 9 pts                       |                             |
| 7.º                         | Oier Lazkano                | Movistar Team                     | 8 pts                       |                             |
| 8.º                         | Jon Barrenetxea             | Caja Rural-Seguros RGA            | 8 pts                       |                             |
| 9.º                         | Ewen Costiou                | Arkéa-Samsic                      | 6 pts                       |                             |
| 10.º                        | Samuel Leroux               | Van Rysel-Roubaix Lille Métropole | 6 pts                       |                             |

### Clasificación de los puntos
| Clasificación por puntos | Clasificación por puntos | Clasificación por puntos          | Clasificación por puntos | Clasificación por puntos |
| Ciclista                 | Ciclista                 | Equipo                            | Puntos                   |                          |
| ------------------------ | ------------------------ | --------------------------------- | ------------------------ | ------------------------ |
| 1.º                      | Arnaud Démare            | Groupama-FDJ                      | 69 pts                   |                          |
| 2.º                      | Axel Zingle              | Cofidis                           | 62 pts                   |                          |
| 3.º                      | Milan Menten             | Lotto Dstny                       | 48 pts                   |                          |
| 4.º                      | Arvid de Kleijn          | Tudor Pro Cycling Team            | 41 pts                   |                          |
| 5.º                      | Oier Lazkano             | Movistar Team                     | 37 pts                   |                          |
| 6.º                      | Ivo Oliveira             | UAE Team Emirates                 | 29 pts                   |                          |
| 7.º                      | Jacob Hindsgaul Madsen   | Uno-X Pro Cycling Team            | 28 pts                   |                          |
| 8.º                      | Sandy Dujardin           | TotalEnergies                     | 27 pts                   |                          |
| 9.º                      | Célestin Guillon         | Van Rysel-Roubaix Lille Métropole | 24 pts                   |                          |
| 10.º                     | Manuel Peñalver          | Burgos-BH                         | 21 pts                   |                          |

### Clasificación por equipos
| Clasificación por equipos | Clasificación por equipos         | Clasificación por equipos | Clasificación por equipos |
| Equipo                    | Equipo                            | Tiempo                    |                           |
| ------------------------- | --------------------------------- | ------------------------- | ------------------------- |
| 1.º                       | Movistar Team                     | 37 h 48 min 26 s          |                           |
| 2.º                       | Groupama-FDJ                      | + 32 s                    |                           |
| 3.º                       | TotalEnergies                     | + 34 s                    |                           |
| 4.º                       | Arkéa-Samsic                      | + 39 s                    |                           |
| 5.º                       | Van Rysel-Roubaix Lille Métropole | + 43 s                    |                           |
| 6.º                       | Uno-X Pro Cycling Team            | + 45 s                    |                           |
| 7.º                       | Q36.5 Pro Cycling Team            | + 56 s                    |                           |
| 8.º                       | Bingoal WB                        | + 1 min 01 s              |                           |
| 9.º                       | Burgos-BH                         | + 1 min 02 s              |                           |
| 10.º                      | Equipo Kern Pharma                | + 1 min 03 s              |                           |

## Evolución de las clasificaciones
| Etapa                   |                         | Ganador _       | Clasificación general | Puntos        | Montaña                | Jóvenes         | Equipo _          |
| ----------------------- | ----------------------- | --------------- | --------------------- | ------------- | ---------------------- | --------------- | ----------------- |
| Prólogo                 | contrarreloj individual | Ivo Oliveira    | Ivo Oliveira          | Ivo Oliveira  | no otorgado            | Maikel Zijlaard | AG2R Citroën Team |
| 1.ª etapa               | etapa escarpada         | Oier Lazkano    | Oier Lazkano          | Oier Lazkano  | Jacob Hindsgaul Madsen | Oier Lazkano    | Movistar Team     |
| 2.ª etapa               | etapa llana             | Arnaud Démare   | Oier Lazkano          | Arnaud Démare | Jacob Hindsgaul Madsen | Oier Lazkano    | Movistar Team     |
| 3.ª etapa               | etapa escarpada         | Arvid de Kleijn | Oier Lazkano          | Arnaud Démare | Jacob Hindsgaul Madsen | Oier Lazkano    | Movistar Team     |
| Clasificaciones finales | Clasificaciones finales |                 | Oier Lazkano          | Arnaud Démare | Jacob Hindsgaul Madsen | Oier Lazkano    | Movistar Team     |

## UCI World Ranking
La Boucles de la Mayenne otorgó puntos para el UCI World Ranking para corredores de los equipos en las categorías UCI WorldTeam, UCI ProTeam y Continental. Las siguientes tablas son el baremo de puntuación y los diez corredores que obtuvieron más puntos:
| Posición              | 1.º | 2.º | 3.º | 4.º | 5.º | 6.º | 7.º | 8.º | 9.º | 10.º | 11.º | 12.º | 13.º | 14.º | 15.º | 16.º-30.º | 31.º-40.º |
| Clasificación general | 200 | 150 | 125 | 100 | 85  | 70  | 60  | 50  | 40  | 35   | 30   | 25   | 20   | 15   | 10   | 5         | 3         |
| Por etapa             | 20  | 15  | 10  | 5   | 3   |     |     |     |     |      |      |      |      |      |      |           |           |
| Líder                 | 5   |     |     |     |     |     |     |     |     |      |      |      |      |      |      |           |           |

| Clasificación |                        |                                   |         |       |       |       |
| Posición      | Ciclista               | Equipo                            | General | Etapa | Líder | Total |
| ------------- | ---------------------- | --------------------------------- | ------- | ----- | ----- | ----- |
| 1.º           | Oier Lazkano           | Movistar                          | 200     | 20    | 10    | 230   |
| 2.º           | Arnaud Démare          | Groupama-FDJ                      | 150     | 40    | -     | 190   |
| 3.º           | Axel Zingle            | Cofidis                           | 125     | 25    | -     | 150   |
| 4.º           | Ivo Oliveira           | UAE Emirates                      | 100     | 20    | 5     | 125   |
| 5.º           | Milan Menten           | Lotto Dstny                       | 85      | 18    | -     | 103   |
| 6.º           | Jacob Hindsgaul Madsen | Uno-X                             | 70      | 10    | -     | 80    |
| 7.º           | Sandy Dujardin         | TotalEnergies                     | 60      | 3     | -     | 63    |
| 8.º           | Benoît Cosnefroy       | AG2R Citroën                      | 50      | 10    | -     | 60    |
| 9.º           | Mathias Norsgaard      | Movistar                          | 40      | 5     | -     | 45    |
| 10.º          | Célestin Guillon       | Van Rysel-Roubaix Lille Métropole | 30      | 15    | -     | 45    |